# Си-ван (Чжоу)
Си-ван (кит. упр. 周僖王, пиньинь: Zhōu Xī Wáng; умер в 677 г. до н. э., наследственное родовое имя: Цзи (姬, Jī), собственное имя: Хуци (胡齊, Húqí)) — сын Чжуан-вана (周宣王), шестнадцатый правитель династии Чжоу и четвёртый правитель Восточной Чжоу, занимал трон с 681 г. по 677 г. до н. э.

## Правление
Си-ван наследовал своему отцу Чжуан-вану в 681 г. до н. э. О годах его правления в источниках практически нет данных. Интересен разве что эпизод, которым закончилась смута в Цзинь: в 679 г. до н. э. последний из мятежников в Цюйво, Чэн, одолел-таки своего сюзерена, правителя Цзинь, убил его и занял его место. Он тут же послал драгоценности из казны Цзинь в подарок Си-вану, за что последний присвоил ему титул У-гуна, т.е. «возвел его в ранг чжухоу» и признал правителем Цзинь.